# سركانة (مقاطعة دورة)
سركانة (بالفارسية: سرکانه) هي قرية تقع في Shurab Rural District في إيران. يقدر عدد سكانها بـ 90 نسمة بحسب إحصاء 2016.